# Erzincanspor
Erzincanspor ist ein türkischer Fußballverein aus Erzincan. Ihre Heimspiele tragen die Schwarz-Roten im 13 Şubat Stadyumu aus.

## Geschichte
Erzincanspor wurde 1969 unter der Führung vom damaligen Bürgermeister der Stadt Nedim Muradoğlu gegründet. Im ersten Vereinsvorstand am 14. Februar 1968 wurde Mehmet Taha Kavuş als erster Vereinspräsident gewählt.
Nachdem der Verein lange Zeit in der dritthöchsten Spielklasse verbracht hatte, wurde er 1984 in die zweithöchste Spielklasse der heutigen TFF 1. Lig aufgenommen. Anlass dieser Aufnahme war die Erweiterung der Liga um weitere Mannschaften.
Aus eigener Kraft schaffte der Verein den Aufstieg in die TFF 2. Lig durch die Meisterschaft der TFF 2. Lig in der Saison 1994/95. Hier spielte der Verein die nachfolgenden vier Spielzeiten und stieg im Sommer 1999 wieder in die Drittklassigkeit ab.
Seither nimmt der Verein immer abwechselnd in den unteren Profi- bzw. höheren Amateurligen der Türkei am Wettbewerb teil.

## Ehemalige bekannte Spieler
- Cafer Aydın
- Onur Bektaş
- İrfan Ertürk
- Muhammed Ali Atam
- Tarkan Alkan
- Taylan Eliaçık
- Erhan Yılmaz

## Ehemalige bekannte Trainer
- Ogün Altıparmak
- Erdi Demir
- Hüsnü Özkara
- Enver Ürekli
- Müjdat Yalman
- Zafer Göncüler
- Tunca Demirtaş (September 1977)[1]
- Levent Arıkdoğan (Oktober 2006 – März 2007)